# Bù hoãn bán

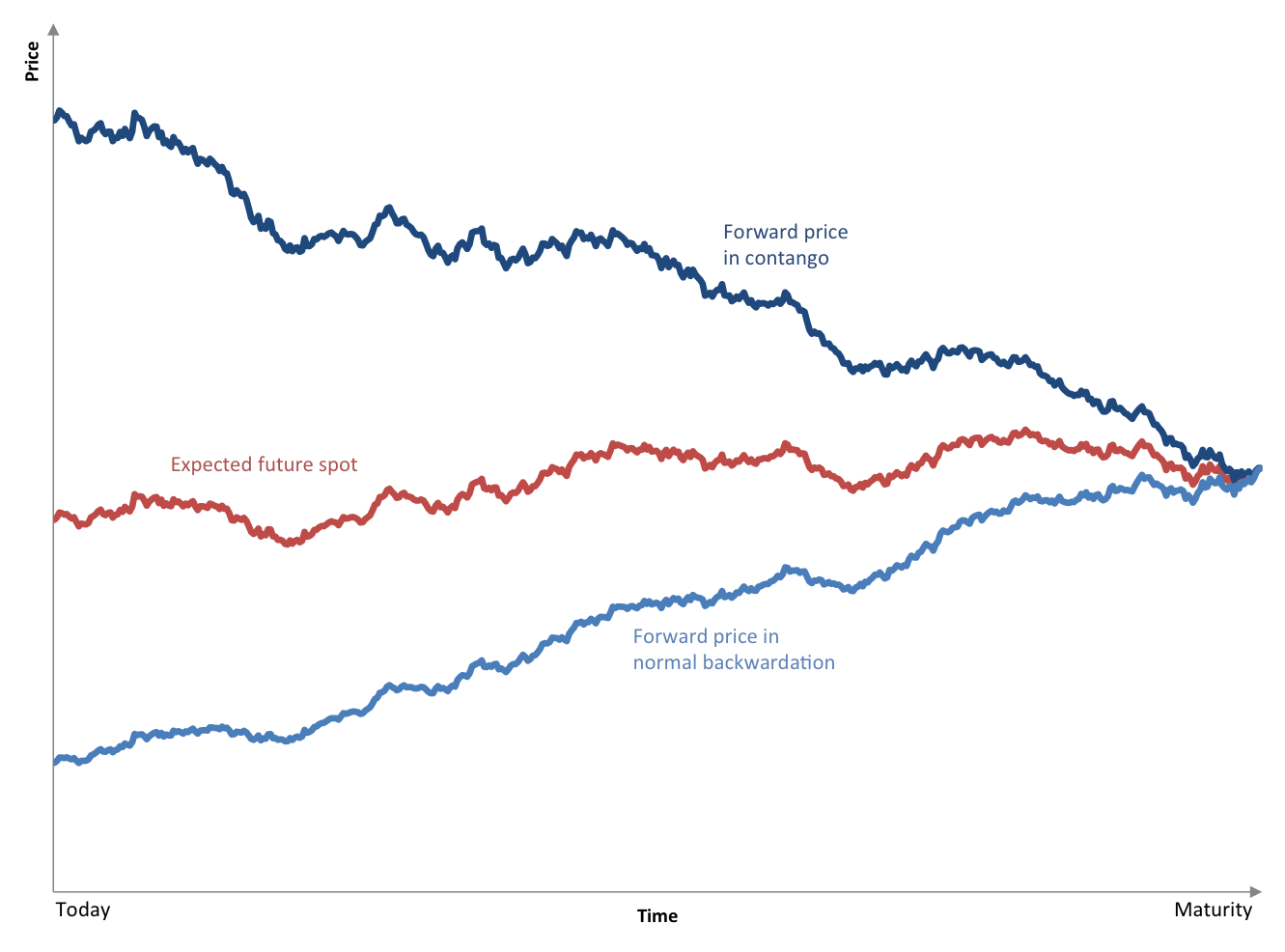
Đồ thị minh họa giá của một hợp đồng kỳ hạn đơn lẻ sẽ diễn biến như thế nào theo thời gian trong mối quan hệ với giá tương lai dự kiến tại bất kỳ thời điểm nào. Hợp đồng ở trạng thái bù hoãn bán sẽ tăng giá trị cho đến khi nó bằng giá giao ngay của tài sản cơ sở khi đáo hạn. Lưu ý rằng đồ thị này không chỉ ra đường cong kỳ hạn (được vẽ với các kỳ đáo hạn trên trục hoành).

Bù hoãn bán (tiếng Anh: normal backwardation hay đơn giản chỉ là backwardation), là tình trạng thị trường khi giá của một hợp đồng kỳ hạn hay một hợp đồng tương lai được giao dịch thấp hơn giá giao ngay được dự kiến khi hợp đồng đáo hạn. Đường cong kỳ hạn hay đường cong tương lai được tạo ra thông thường sẽ dốc xuống phía dưới (nghĩa là "đảo ngược"), do các hợp đồng với kỳ hạn dài hơn thông thường sẽ giao dịch ở mức giá thậm chí thấp hơn. Trên thực tế, giá giao ngay được dự kiến trong tương lai là không thể biết rõ, và thuật ngữ "bù hoãn bán" có thể sử dụng để  nói tới "cơ sở dương", xảy ra khi giá giao ngay hiện tại cao hơn giá tương lai:22.
Tình trạng thị trường ngược lại với bù hoãn bán là bù hoãn mua (contango). Tương tự, trong thực tế thuật ngữ contango này có thể sử dụng để nói tới "cơ sở âm" khi giá giao ngay hiện tại thấp hơn giá tương lai.
Bù hoãn bán bắt đầu khi chênh lệch giữa giá kỳ hạn và giá giao ngay nhỏ hơn chi phí tích trữ, hoặc khi không thể có cơ lợi (acbit) giao hàng do tài sản hiện thời không có sẵn để mua.
Giá hợp đồng tương lai bao gồm bù đắp cho các rủi ro được chuyển từ người nắm giữ tài sản. Điều này làm cho giá thực tế khi đáo hạn sẽ là thấp hơn so với giá của hợp đồng tương lai. Bù hoãn bán rất ít khi sinh ra trong thị trường tiền tệ hay thị trường kim loại quý như vàng/bạc. Đầu thập niên 1980, chỉ có duy nhất một ngày ở tình trạng bù hoãn bán tại thị trường bạc khi một lượng kim loại này được chuyển dịch thật sự từ kho của COMEX sang kho của CBOT. Vàng theo dòng lịch sử gần như luôn luôn không có bù hoãn bán, ngoại trừ bù hoãn bán tạm thời trong vòng vài tiếng, kể từ khi vàng tương lai được giao dịch trên Sàn giao dịch Hàng hóa Winnipeg vào năm 1972.
Thuật ngữ này đôi khi được dùng cho giá kỳ hạn chứ không phải giá của các hợp đồng tương lai, khi mẫu hình giá tương tự phát sinh. Chẳng hạn, nếu phải mất nhiều chi phí hơn để cho thuê bạc kỳ hạn 30 ngày so với kỳ hạn 60 ngày, người ta có thể nói rằng suất cho thuê bạc ở tình trạng "bù hoãn bán". Các mức suất cho thuê bạc âm có thể chỉ ra rằng các ngân hàng kim loại quý đòi hỏi một khoản phụ phí rủi ro để bán bạc tương lai vào thị trường.

## Điều kiện xảy ra
Đây là trường hợp khi lợi tức thuận tiện cao hơn tiền lãi không rủi ro và chi phí tích trữ.
Một số học giả cho rằng bù hoãn bán là bất thường , và gợi ý về sự thiếu hụt nguồn cung trong thị trường giao ngay (thị trường vật chất) tương ứng. Tuy nhiên, nhiều thị trường hàng hóa thường xuyên ở tình trạng bù hoãn bán, đặc biệt là khi các yếu tố mùa vụ được xem xét, chẳng hạn các loại hàng hóa mau hỏng hay hàng hóa nông nghiệp.
Trong Chuyên khảo về tiền (1930, chương 29), nhà kinh tế John Maynard Keynes cho rằng trong các thị trường hàng hóa, bù hoãn bán không phải là một tình trạng thị trường bất thường, mà sinh ra tự nhiên như là "sự chậm trễ thông thường" từ thực tế là các nhà sản xuất hàng hóa có xu hướng thích phòng hộ rủi ro của họ hơn là những người tiêu dùng hàng hóa đó. Tranh luận học thuật về chủ đề này vẫn còn tiếp diễn tới nay.

## Ví dụ
Các ví dụ đáng chú ý của bù hoãn bán bao gồm:
- Đồng trong thập niên 1990, dường như phát sinh từ sự thao túng thị trường của vua đồng Yasuo Hamanaka thuộc tập đoàn Sumitomo mà ngày nay người ta gọi là "phi vụ đồng Sumitomo".
- Ví dụ gần đây về thị trường bù hoãn bán – Năm 2013, thị trường gas thương mại bán buôn rơi vào tình trạng bù hoãn bán trong tháng 3. Các mức giá giao dịch cho hợp đồng kỳ hạn 2 năm thấp hơn giá giao dịch hợp đồng kỳ hạn 1 năm[6].